# العرش (أسلم)

تعديل مصدري - تعديل

العرش هي إحدى قرى عزلة أسلم الوسط بمديرية أسلم التابعة لمحافظة حجة، بلغ تعداد سكانها 218 نسمة حسب تعداد اليمن لعام 2004.